# Karol Piro

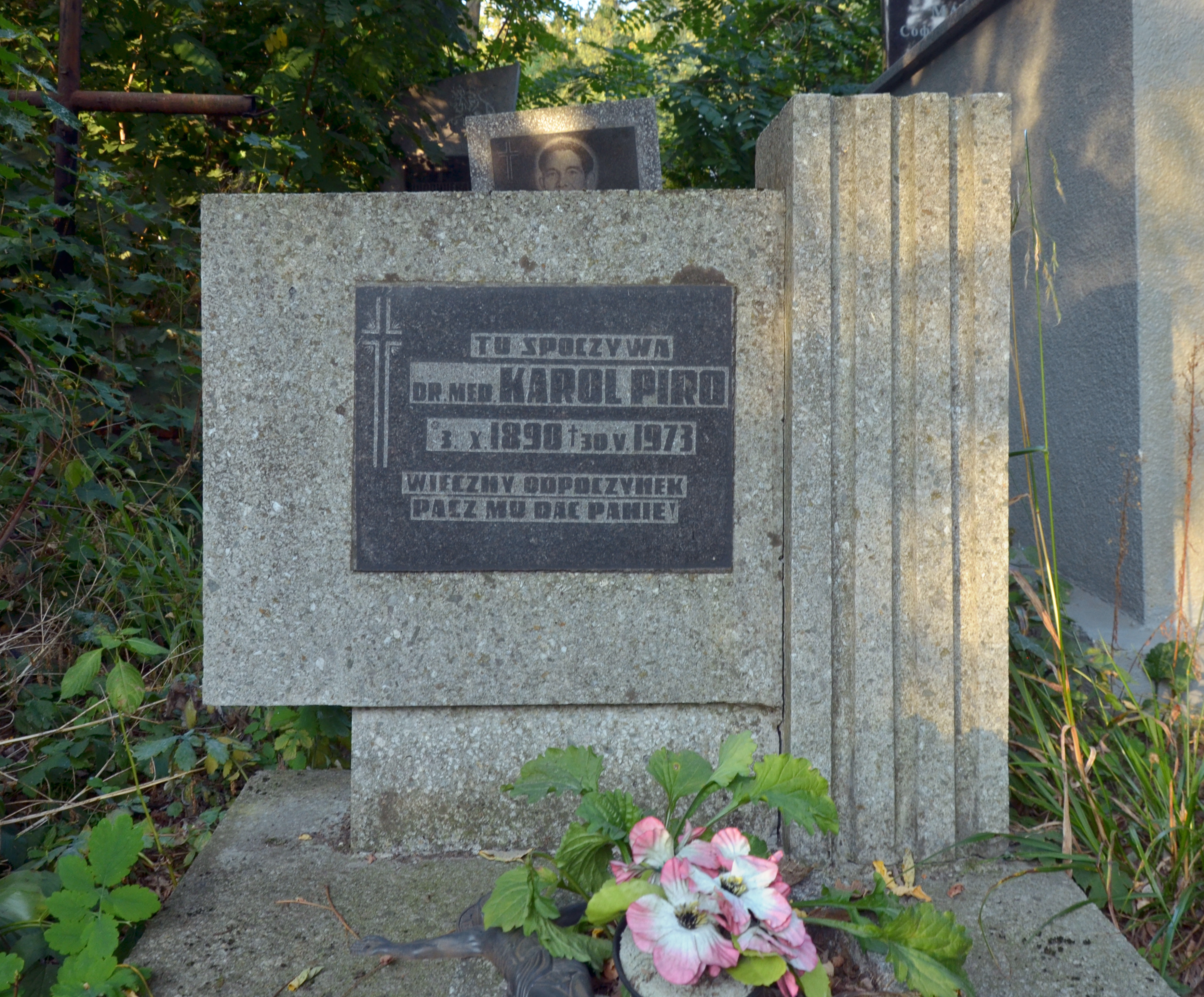
Grób Karola Piro

Karol Piro (ur. 3 listopada 1890 w Budyłowie, zm. 30 maja 1973 we Lwowie) – kapitan lekarz Wojska Polskiego, specjalista medycyny sądowej.

## Życiorys
Urodził się 3 listopada 1890 we Budyłowie, w ówczesnym powiecie brzeżańskim Królestwa Galicji i Lodomerii, w rodzinie Mieczysława i Julii . Był starszym bratem Stanisława (1892–1956), majora artylerii Wojska Polskiego, kawalera Orderu Virtuti Militari.
24 marca 1916 został mianowany chorążym sanitarnym w 5 Pułku Piechoty Legionów Polskich. W lipcu 1917, po kryzysie przysięgowym, wstąpił do Polskiego Korpusu Posiłkowego i został przydzielony do 1 Pułku Artylerii na stanowisko zastępcy lekarza I dywizjonu haubic . Po bitwie pod Rarańczą (15-16 lutego 1918) został internowany przez Austriaków w Száldobos. Należał do grupy legionistów oskarżonych w procesie w Marmaros-Sziget (8 czerwca – 2 października 1918). Po cesarskiej abolicji uwolniony .
7 lipca 1919 został formalnie przyjęty do Wojska Polskiego z zatwierdzeniem stopnia podporucznika podlekarza i przydziału do Szpitala Załogi we Lwowie. 1 czerwca 1921, w stopniu kapitana, pełnił służbę w Szpitalu Okręgowym we Lwowie, a jego oddziałem macierzystym była Kompania Zapasowa Sanitarna Nr 6. 3 maja 1922 został zweryfikowany w stopniu kapitana ze starszeństwem z 1 czerwca 1919 i 51. lokatą w korpusie oficerów sanitarnych, medyków. W 1923 pełnił służbę w 51 Pułku Piechoty w Brzeżanach na stanowisku starszego lekarza pułku, pozostając oficerem nadetatowym 6 Batalionu Sanitarnego we Lwowie. W następnym roku został przeniesiony do 10 Batalionu Sanitarnego w Przemyślu i przydzielony do 3 Pułku Piechoty Legionów w Jarosławiu. Później został przeniesiony do rezerwy. W latach 1927–1933 był asystentem profesora Włodzimierza Sieradzkiego w Zakładzie Medycyny Sądowej Uniwersytetu Jana Kazimierza we Lwowie. W 1932 występował w charakterze biegłego w procesie Rity Gorgonowej. W 1934 pozostawał w ewidencji Powiatowej Komendy Uzupełnień Łódź Miasto II. Posiadał przydział w rezerwie do Kadry Zapasowej 10 Szpitala Okręgowego w Przemyślu.
Zmarł 30 maja 1973 we Lwowie. Został pochowany na Cmentarzu Janowskim we Lwowie.

## Odznaczenia
- Krzyż Walecznych dwukrotnie[10][11]
- Krzyż Niepodległości – 9 października 1933 „za pracę w dziele odzyskania niepodległości”[12]